# Nikolaj Baskov
Nikolaj Viktorovič Baskov (in russo Николай Викторович Басков?; Mosca, 15 ottobre 1976) è un tenore russo.

## Discografia

### Album in studio
- 2000 – Posvjaščenie
- 2000 – Posvjaščenie na bis
- 2001 – Mne 25
- 2004 – Nikogda ne govori "Proščaj"
- 2004 – Otpusti menja (con Taïsija Povalij)
- 2007 – Tebe odnij
- 2016 – Igra
- 2018 – Veruju
- 2018 – Christmas Songs

### Singoli
- 2007 – Vchožu v ljubov' (con Nadežda Kadyševa)
- 2013 – Nikolaj (con Natali)

## Onorificenze
- 2001 – Artista onorato della Federazione Russa[2]
- 2004 –  Artista del popolo dell'Ucraina[3]
- 2005 – Artista del Popolo della Cecenia[4]
- 2006 – Ordine di Skarina (Bielorussia)[5]
- 2006 – Medaglia dell'ordine al merito per la Patria (II Classe)[6]
- 2007 – Maestru în Artă (Moldavia)[7]
- 2010 – Artista del popolo della Federazione Russa[8]
- 2017 – Ordine dell'Amicizia[9]